# Louis Tronson
Louis Tronson, né à Paris le 17 janvier 1622, mort le 26 février 1700, est un prêtre catholique français, élu le 1er juillet 1676 troisième supérieur général de la Compagnie de Saint-Sulpice après Jean-Jacques Olier et Alexandre Le Ragois de Bretonvilliers.

## Biographie
Il était fils de Louis Tronson, conseiller d'État, intendant des finances, secrétaire du Cabinet du Roi († 1643), et de Claude de Sève, fille de Guillaume de Sève, seigneur de Saint-Julien, conseiller du roi en son Conseil d'État et en son Conseil privé. Le couple eut six fils et une fille connus.
Il fut baptisé le lendemain de sa naissance en l'église Saint-Germain-l'Auxerrois, et reçut la confirmation et la tonsure cléricale à l'archevêché de Paris le 1er mars 1632, âgé seulement de dix ans. Il fit ses études secondaires au collège des Grassins, où il eut pour professeur de philosophie le janséniste Jean Guillebert. Il fut ensuite licencié en droit canonique, et fut ordonné prêtre en 1647. Il prêcha avec succès dans plusieurs églises de Paris, mais s'attacha plus particulièrement à la paroisse Saint-Sulpice, dont le curé Jean-Jacques Olier était ami de son oncle Antoine de Sève et directeur spirituel de sa mère. En 1654, il obtint un brevet d'aumônier du roi, et prêta serment en cette qualité le 23 décembre. Le 1er mars 1656, il entra dans la Compagnie de Saint-Sulpice de M. Olier, qui, très diminué à cette époque, fit chanter pour l'occasion un Te Deum dans la chapelle du séminaire.
Il fut d'abord chargé du noviciat (la Solitude), situé alors à Vaugirard (séminaire Saint-Sulpice). M. Olier étant mort (2 avril 1657), Bretonvilliers, déjà curé de Saint-Sulpice, fut élu son successeur comme supérieur général de la Compagnie, qui possédait à cette date deux autres séminaires en province (Le Puy et Clermont-Ferrand) et un à Montréal. Le poste de directeur du séminaire parisien fut alors créé, et Louis Tronson en fut le premier titulaire. Après la mort de Bretonvilliers (13 juin 1676), il fut élu supérieur général (1er juillet). Il le resta jusqu'à sa mort, bien qu'à partir de 1687 son état de santé ne lui permît pratiquement plus de quitter sa chambre. Sous son mandat, le nombre des séminaires de la Compagnie passa de six à dix, avec l'agrégation du séminaire de Bourges en 1679, de celui d'Autun en 1680, de celui d'Angers en 1695 et de celui de Tulle en 1697. 
Il est notamment connu dans l'histoire pour la part qu'il prit dans la querelle du quiétisme. Il avait été le directeur spirituel du jeune Fénelon (élève au séminaire à partir de 1672) et était resté lié d'amitié avec lui. En 1694, il fut choisi comme arbitre dans la controverse autour des écrits de Madame Guyon; les entretiens doctrinaux entre Fénelon, Bossuet et Louis Antoine de Noailles (alors encore évêque de Châlons-en-Champagne) eurent lieu dans le bâtiment d'Issy du séminaire Saint-Sulpice, où résidait Tronson, qui ne pouvait plus se déplacer (ce sont les « entretiens d'Issy »). Les réunions commencèrent en juillet 1694, Madame Guyon vint elle-même en novembre-décembre, un texte de trente articles, inspiré par Bossuet, fut adopté du 9 au 19 février 1695. Tronson lui-même, affectivement proche de Fénelon, mais théologiquement plutôt du côté de Bossuet, joua le rôle de conciliateur.
Mais sa participation aux « entretiens d'Issy » ne fut pas son rôle principal dans l'histoire de l'Église catholique. Il a surtout exercé une profonde influence dans ce qui fut l'objet essentiel de son activité : la formation des prêtres. Il a beaucoup écrit dans ce domaine, et a été beaucoup lu dans les séminaires sulpiciens (en France, mais aussi au Canada et aux États-Unis) jusque dans les années 1950. Parmi ses textes édités plusieurs fois au XIXe siècle, on peut citer : le Traité de l'obéissance, le Manuel du séminariste, ou Entretiens sur la manière de sanctifier ses principales actions, les Entretiens et méditations ecclésiastiques, les Examens particuliers (sur les examens de conscience). Le Traité des saints ordres, longtemps attribué au seul Jean-Jacques Olier, a été édité par lui presque vingt ans après la mort d'Olier. Il a été accusé d'avoir infléchi l'enseignement du fondateur de la Compagnie de Saint-Sulpice dans un sens plus étroitement clérical et cultuel. Il a fortement contribué à forger l'image du prêtre catholique classique d'avant le concile Vatican II.